# Björsjön (Ljurs socken, Västergötland)
Björsjön är en sjö i Borås kommun och Vårgårda kommun i Västergötland och ingår i Göta älvs huvudavrinningsområde. Sjön har en area på 0,0896 kvadratkilometer och ligger 156 meter över havet.

## Delavrinningsområde
Björsjön ingår i det delavrinningsområde (642632-132944) som SMHI kallar för Utloppet av Malsjö. Medelhöjden är 178 meter över havet och ytan är 14,67 kvadratkilometer. Det finns inga avrinningsområden uppströms utan avrinningsområdet är högsta punkten. Vattendraget som avvattnar avrinningsområdet har biflödesordning 3, vilket innebär att vattnet flödar genom totalt 3 vattendrag innan det når havet efter 120 kilometer. Avrinningsområdet består mestadels av skog (66 procent) och jordbruk (12 procent). Avrinningsområdet har 1,24 kvadratkilometer vattenytor vilket ger det en sjöprocent på 8,4 procent.